# 김영삼 정부의 국무위원
본 문서는 문민정부의 국무위원 명단을 나타낸 것이다.

## 국무위원 명단
| 직위            | 날짜       | 날짜       | 날짜        | 날짜        | 날짜       | 날짜        | 날짜        | 날짜       | 날짜       | 날짜         | 날짜        | 날짜       | 날짜       | 날짜       | 날짜           | 날짜        | 날짜         | 날짜         | 날짜       | 날짜        |
| --------------- | ---------- | ---------- | ----------- | ----------- | ---------- | ----------- | ----------- | ---------- | ---------- | ------------ | ----------- | ---------- | ---------- | ---------- | -------------- | ----------- | ------------ | ------------ | ---------- | ----------- |
| 직위            | 1993년 2월 | 1993년 3월 | 1993년 10월 | 1993년 12월 | 1994년 4월 | 1994년 10월 | 1994년 12월 | 1995년 2월 | 1995년 5월 | 1995년 7·8월 | 1995년 12월 | 1996년 1월 | 1996년 5월 | 1996년 8월 | 1996년 10·11월 | 1996년 12월 | 1997년 2·3월 | 1997년 2·3월 | 1997년 8월 | 1997년 11월 |
| 대통령          | 김영삼     | 김영삼     | 김영삼      | 김영삼      | 김영삼     | 김영삼      | 김영삼      | 김영삼     | 김영삼     | 김영삼       | 김영삼      | 김영삼     | 김영삼     | 김영삼     | 김영삼         | 김영삼      | 김영삼       | 김영삼       | 김영삼     | 김영삼      |
| 국무총리        | 황인성     | 황인성     | 황인성      | 이회창      | 이영덕     | 이영덕      | 이홍구      | 이홍구     | 이홍구     | 이홍구       | 이수성      | 이수성     | 이수성     | 이수성     | 이수성         | 이수성      | 고건         | 고건         | 고건       | 고건        |
| 재정경제원 장관 | 이경식     | 이경식     | 이경식      | 정재석      | 정재석     | 홍재형      | 홍재형      | 홍재형     | 홍재형     | 홍재형       | 나웅배      | 나웅배     | 나웅배     | 한승수     | 한승수         | 한승수      | 강경식       | 강경식       | 강경식     | 임창열      |
| 통일원 장관     | 한완상     | 한완상     | 한완상      | 이영덕      | 이홍구     | 이홍구      | 김덕        | 나웅배     | 나웅배     | 나웅배       | 권오기      | 권오기     | 권오기     | 권오기     | 권오기         | 권오기      | 권오기       | 권오기       | 권오기     | 권오기      |
| 외무부 장관     | 한승주     | 한승주     | 한승주      | 한승주      | 한승주     | 한승주      | 공로명      | 공로명     | 공로명     | 공로명       | 공로명      | 공로명     | 공로명     | 공로명     | 유종하         | 유종하      | 유종하       | 유종하       | 유종하     | 유종하      |
| 내무부 장관     | 이해구     | 이해구     | 이해구      | 최형우      | 최형우     | 최형우      | 김용태      | 김용태     | 김용태     | 김용태       | 김우석      | 김우석     | 김우석     | 김우석     | 김우석         | 김우석      | 서정화       | 강운태       | 조해녕     | 조해녕      |
| 재무부 장관     | 홍재형     | 홍재형     | 홍재형      | 홍재형      | 홍재형     | 박재윤      |             |            |            |              |             |            |            |            |                |             |              |              |            |             |
| 법무부 장관     | 박희태     | 김두희     | 김두희      | 김두희      | 김두희     | 김두희      | 안우만      | 안우만     | 안우만     | 안우만       | 안우만      | 안우만     | 안우만     | 안우만     | 안우만         | 안우만      | 최상엽       | 최상엽       | 김종구     | 김종구      |
| 국방부 장관     | 권영해     | 권영해     | 권영해      | 이병태      | 이병태     | 이병태      | 이양호      | 이양호     | 이양호     | 이양호       | 이양호      | 이양호     | 이양호     | 이양호     | 김동진         | 김동진      | 김동진       | 김동진       | 김동진     | 김동진      |
| 교육부 장관     | 오병문     | 오병문     | 오병문      | 김숙희      | 김숙희     | 김숙희      | 김숙희      | 김숙희     | 박영식     | 박영식       | 안병영      | 안병영     | 안병영     | 안병영     | 안병영         | 안병영      | 안병영       | 안병영       | 이명현     | 이명현      |
| 문화체육부 장관 | 이민섭     | 이민섭     | 이민섭      | 이민섭      | 이민섭     | 이민섭      | 주돈식      | 주돈식     | 주돈식     | 주돈식       | 김영수      | 김영수     | 김영수     | 김영수     | 김영수         | 김영수      | 송태호       | 송태호       | 송태호     | 송태호      |
| 농림부 장관     | 허신행     | 허신행     | 허신행      | 김양배      | 최인기     | 최인기      | 최인기      | 최인기     | 최인기     | 최인기       | 강운태      | 강운태     | 강운태     | 강운태     | 강운태         | 정시채      | 정시채       | 정시채       | 이효계     | 이효계      |
| 통상산업부 장관 | 김철수     | 김철수     | 김철수      | 김철수      | 김철수     | 김철수      | 박재윤      | 박재윤     | 박재윤     | 박재윤       | 박재윤      | 박재윤     | 박재윤     | 박재윤     | 박재윤         | 안광구      | 임창열       | 임창열       | 임창열     | 정해주      |
| 건설부 장관     | 허재영     | 고병우     | 고병우      | 김우석      | 김우석     | 김우석      |             |            |            |              |             |            |            |            |                |             |              |              |            |             |
| 정보통신부 장관 | 윤동윤     | 윤동윤     | 윤동윤      | 윤동윤      | 윤동윤     | 윤동윤      | 경상현      | 경상현     | 경상현     | 경상현       | 이석채      | 이석채     | 이석채     | 강봉균     | 강봉균         | 강봉균      | 강봉균       | 강봉균       | 강봉균     | 강봉균      |
| 환경부 장관     | 황산성     | 황산성     | 황산성      | 박윤흔      | 박윤흔     | 박윤흔      | 김중위      | 김중위     | 김중위     | 김중위       | 정종택      | 정종택     | 정종택     | 정종택     | 정종택         | 강현욱      | 강현욱       | 강현욱       | 윤여준     | 윤여준      |
| 보건복지부 장관 | 박양실     | 송정숙     | 송정숙      | 서상목      | 서상목     | 서상목      | 서상목      | 서상목     | 이성호     | 이성호       | 김양배      | 김양배     | 김양배     | 이성호     | 손학규         | 손학규      | 손학규       | 손학규       | 최광       | 최광        |
| 노동부 장관     | 이인제     | 이인제     | 이인제      | 남재희      | 남재희     | 남재희      | 이형구      | 이형구     | 진념       | 진념         | 진념        | 진념       | 진념       | 진념       | 진념           | 진념        | 진념         | 진념         | 이기호     | 이기호      |
| 건설교통부 장관 | 이계익     | 이계익     | 정재석      | 오명        | 오명       | 오명        | 오명        | 오명       | 오명       | 오명         | 추경석      | 추경석     | 추경석     | 추경석     | 추경석         | 추경석      | 이환균       | 이환균       | 이환균     | 이환균      |
| 해양수산부 장관 |            |            |             |             |            |             |             |            |            |              |             |            |            | 신상우     | 신상우         | 신상우      | 신상우       | 신상우       | 조정제     | 조정제      |
| 정무제1장관     | 김덕룡     | 김덕룡     | 김덕룡      | 서청원      | 서청원     | 서청원      | 김윤환      | 김윤환     | 김윤환     | 김영구       | 주돈식      | 주돈식     | 김덕룡     | 김덕룡     | 김덕룡         | 신경식      | 신경식       | 신경식       | 홍사덕     | 홍사덕      |
| 정무제2장관     | 권영자     | 권영자     | 권영자      | 권영자      | 권영자     | 권영자      | 김장숙      | 김장숙     | 김장숙     | 김장숙       | 김장숙      | 김장숙     | 김장숙     | 김윤덕     | 김윤덕         | 김윤덕      | 김윤덕       | 김윤덕       | 이연숙     | 이연숙      |
| 총무처 장관     | 최창윤     | 최창윤     | 최창윤      | 황영하      | 황영하     | 황영하      | 서석재      | 서석재     | 서석재     | 김기재       | 김기재      | 조해녕     | 조해녕     | 조해녕     | 조해녕         | 김한규      | 김한규       | 김한규       | 심우영     | 심우영      |
| 과학기술처 장관 | 김시중     | 김시중     | 김시중      | 김시중      | 김시중     | 김시중      | 정근모      | 정근모     | 정근모     | 정근모       | 정근모      | 정근모     | 정근모     | 구본영     | 구본영         | 김용진      | 권숙일       | 권숙일       | 권숙일     | 권숙일      |
| 공보처 장관     | 오인환     | 오인환     | 오인환      | 오인환      | 오인환     | 오인환      | 오인환      | 오인환     | 오인환     | 오인환       | 오인환      | 오인환     | 오인환     | 오인환     | 오인환         | 오인환      | 오인환       | 오인환       | 오인환     | 오인환      |

## 같이 보기
- 문민정부
- 국무위원